# Le Dit des rues de Paris

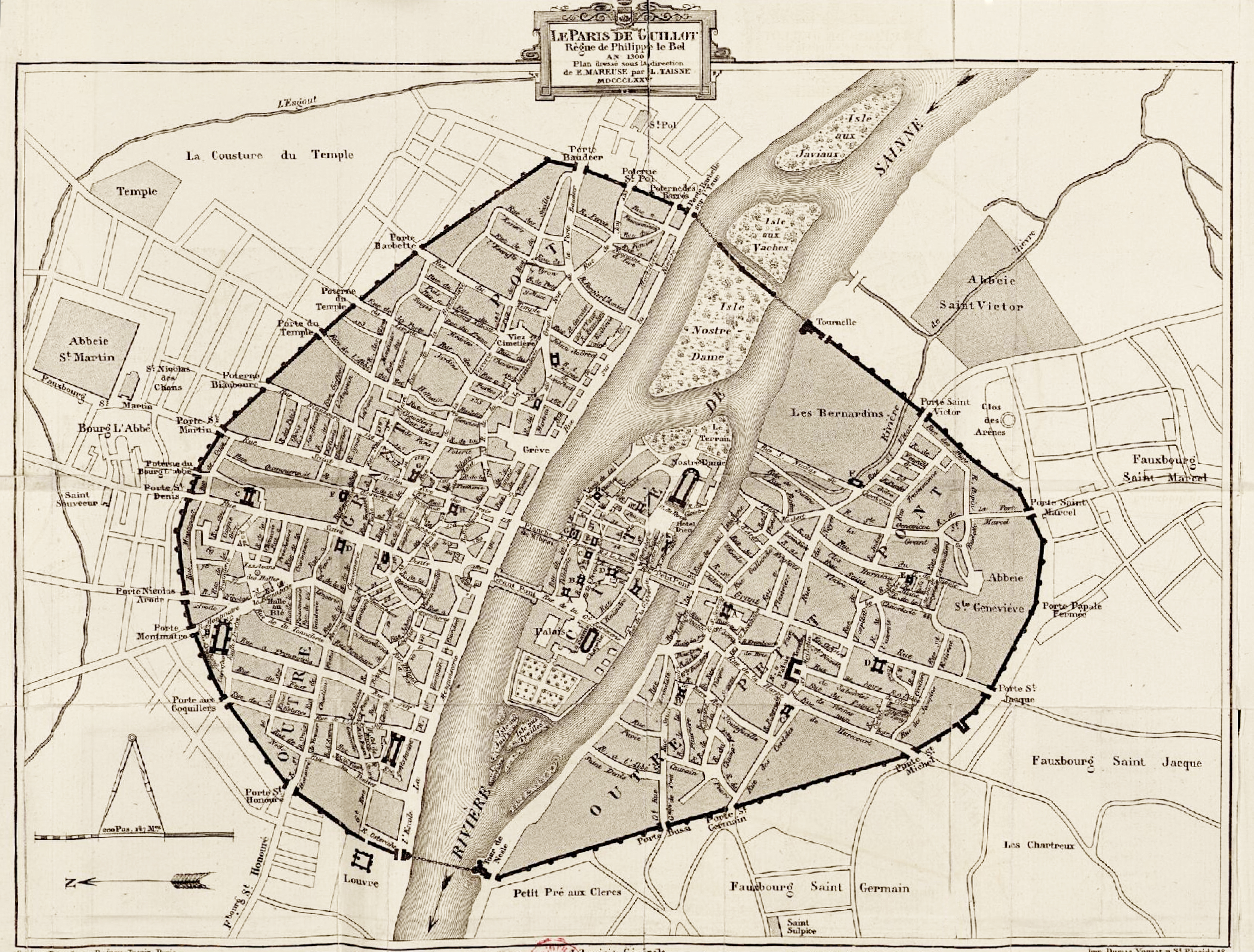
Plán Paříže podle Le dit des rues de Paris (1875)

Le Dit des rues de Paris je báseň obsahující 554 osmislabičných veršů psaných sdruženým rýmem. Autorem básně o pařížských ulicích je básník Guillot de Paris, který ji sepsal mezi lety 1280–1300.

## Obsah
Le Dit des rues de Paris (tj. Povídání o pařížských ulicích) popisuje formou veršovaného seznamu celkem 310 tehdejších ulic v Paříži. V básni nejsou zahrnuty slepé ulice.

## Členění
Seznam ulic je rozdělen do tří částí podle toho, jak byla rozdělena i Paříž:
- sever města (pravý břeh) – Quartier d'Outre-Grand-Pont, též nazývána jako Quartier de la Ville
- jih města (levý břeh) – Quartier d'Outre-Petit-Pont, též nazývána Quartier de l'Université
- ostrov Cité – Quartier de la Cité

Quartier d'Outre-Petit-Pont
Čtvrť Outre-Petit-Pont zahrnovala tu část Paříže, která se nacházela jižně od Seiny a nazývala se též univerzitní čtvrtí, stejně jako čtvrť Saint-Germain des Prés. Z této čtvrtě je v básni 80 ulic.
La Cité
Čtvrť Cité se skládala z ostrova Cité a ostrova Notre-Dame. Báseň z této čtvrti popisuje 36 ulic.
Quartier d'O utre-Grand-Pont
Čtvrť Outre-Grand-Pont zahrnovala tu část Paříže, která se nacházela severně od Seiny. V básni se nachází 194 ulic z této části Paříže.